# Bigrama
Un bigrama o digrama és un grup de dues lletres, dues síl·labes, o dues paraules. Els bigrames són utilitzats comunament com a base per a l'anàlisi estadística de text simple. S'utilitzen en un dels models de llenguatge més exitosos per al reconeixement de veu. Es tracta d'un cas especial del N-grama.
Els Bigrames ajuden a proporcionar la probabilitat condicional d'una paraula donada la paraula precedent, quan la relació de la probabilitat condicional s'aplica:
{\displaystyle P(W_{n}|W_{n-1})={P(W_{n-1},W_{n}) \over P(W_{n-1})}}
És a dir, la probabilitat {\displaystyle P()} d'una paraula {\displaystyle W_{n}}, donada la paraula precedent {\displaystyle W_{n-1}}, és igual a la probabilitat del seu bigrama, o la co-ocurrència de les dues paraules {\displaystyle P(W_{n-1},W_{n})}, dividit per la probabilitat de la paraula precedent.

## Aplicacions
Els bigrames de paraules s'usen en models de llenguatge per a reconeixement de llenguatge natural.
Els bigrames de lletres es poden usar per a la identificació de l'idioma d'un text. També poden ser usats per a fer un criptoanàlisi d'un text xifrat.